# DriveIn Autokino München-Aschheim

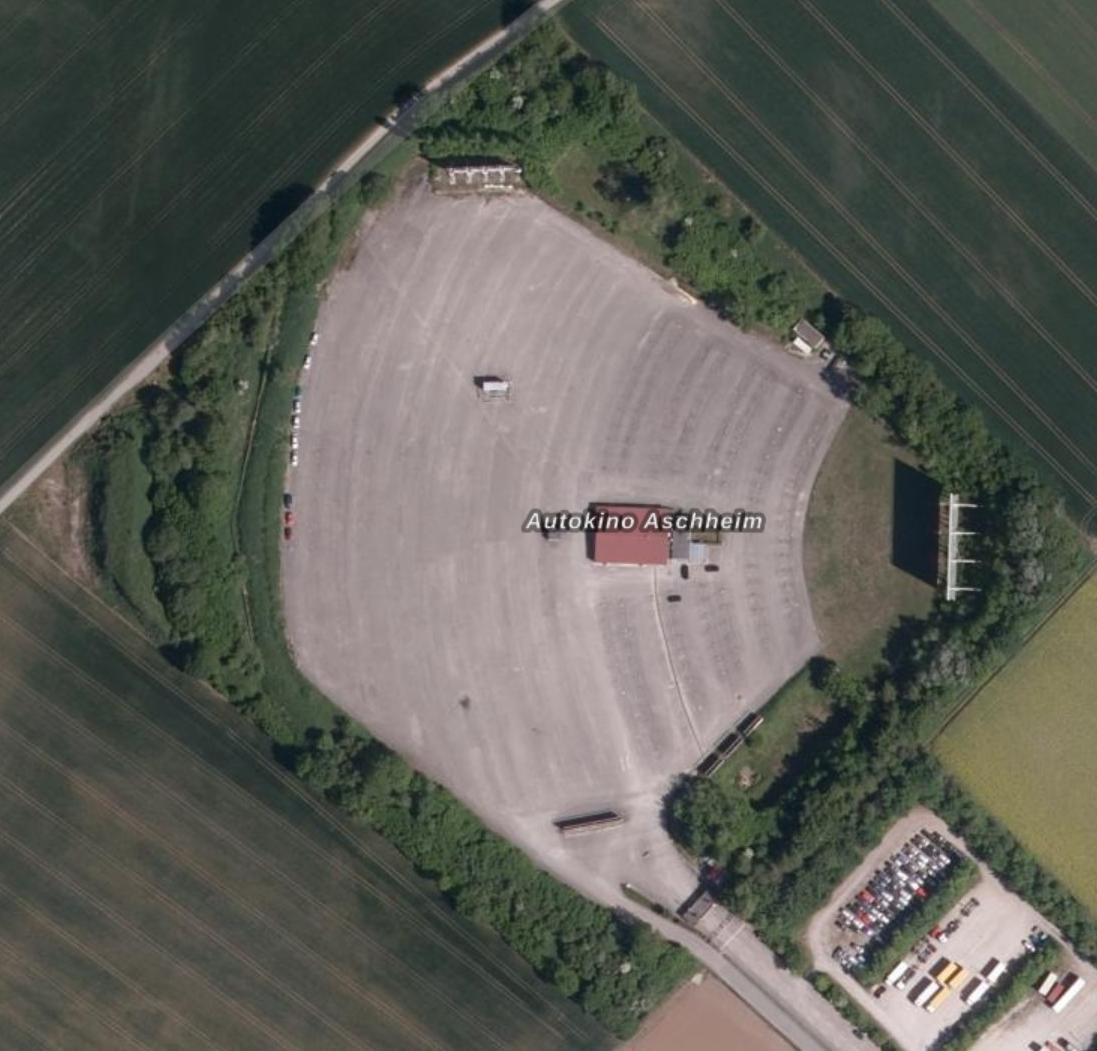
DriveIn Autokino München-Aschheim

Das DriveIn Autokino München-Aschheim ist ein 1967 errichtetes Autokino mit ganzjährigem Spielbetrieb in Aschheim bei München.
Das Kino liegt auf einer etwa sechs Hektar großen Fläche an der Münchner Straße zwischen Aschheim und Dornach. Es hat zwei Leinwände (ortsfeste Projektionsfläche mit 540 m² (36 m × 15 m), Xenon-Projektor mit 7 kW für 600 Stellplätze bzw. ortsfeste Projektionsfläche mit 240 m² (24 m × 10 m), Xenon-Projektor mit 4,5 kW für 250 Stellplätze).
Am 22. Mai 1969 wurde feierlich mit Blaskapelle, Bier und einem Feuerwerk Eröffnung gefeiert. Zur Premiere lief auf der großen Leinwand das „Pauker und Pennäler-Lustspiel“ Klassenkeile mit Uschi Glas, Walter Giller und Willy Millowitsch. Bei seiner Eröffnung besaß es nach eigenen Aussagen die größte Leinwand Deutschlands. Jedoch wurde damals auch von den meisten anderen Autokinos in Deutschland die Bildwandgröße 540 m² bzw. 36 m × 15 m verwendet, von denen mehrere vor dem Autokino in Aschheim eröffnet wurden.
Während der COVID-19-Pandemie in Deutschland musste das Kino lange schließen, auch als Lockerungen absehbar waren, galt in Bayern zunächst noch eine Ausgangssperre ab 22:00 Uhr. Damit das Autokino früh genug starten kann und alle pünktlich zur Ausgangssperre wieder zuhause sind, wurde im Mai 2021 eine 50 Quadratmeter große LED-Bildwand aufgebaut. So können die Filmvorführungen schon vor Sonnenuntergang starten.